# گوسان هاواسی
گوسان هاواسی (ارمنی: Գուսան Հավասի؛ انگلیسی: Gusan Havasi زادهٔ ۲۵ دسامبر ۱۸۹۵ - ۲۲ فوریهٔ ۱۹۷۸)، گوسان اهل ارمنستان بود.

## زندگی‌نامه
وی با نام اصلی آرمناک مارگوسیان (ارمنی: Արմենակ Պարսամի Մարկոսյան) در ۱۸۹۶ در روستای آیازما، گرجستان به دنیا آمد در سن سه سالگی به علت بیماری بینایی خویش را از دست داد. کارآموزی خویش را در دوران خردسالی و در اوایل زندگی و قبل از آنکه به عنوان یک گوسان سرشناس بدل شود، آغاز کرد. وی همچنین برندهٔ جوایزی هنرمند مردمی ارمنستان شوروی (۱۹۶۷) همچون شده‌است. هاواسی از سال ۱۹۶۷ عضو اتحادیه نویسندگان شوروی بود. سده دهه پایانی عمر خویش را در ایروان سپری نمود. وی در ۱۹۷۸ در سن ۸۲ سالگی در ایروان درگذشت. مجسمه یادبود گوسان هاواسی در ۲۵ سپتامبر ۲۰۱۰ در آخالکالاکی رونمایی شد.